# Traité du beau
El Traité du beau (en català, "Tractat sobre la bellesa") és un tractat escrit pel filòsof, escriptor i enciclopedista Denis Diderot en plena Il·lustració. Fou per primer cop publicat en francès el 1770. Les primeres idees sobre les arts i la bellesa es troben en l'apèndix de la seva traducció del "Essai sur le Mérite et la Vertu" de Milord, pel qual va ser influenciat profundament, i el 1750 preparant l'enciclopèdia concretament l'article "Beau" va decidir imprimir-ho a part.

## Context
Denis Diderot s'inscriu en el segle xviii, l'anomenat "segle de les llums". Una època on hi hagué grans escriptors, anomenats també "filòsofs" que no només oferiren produccions literàries molt valuoses, sinó que també canviaren la trajectòria històrica viscuda fins ara i donaren gran poder al pensament i a la paraula escrita. La Revolució Francesa és el gran exemple de la difusió d'aquests nou pensaments i ideals basats en la raó. La França de Diderot va conèixer, més que cap altre país, el desenvolupament d'aquestes idees i la gran propaganda d'aquestes. Fou a París on Denis Diderot, autor de nombrosos pamflets filosòfics, va emprendre la tasca d'elaborar l'"Enciclopèdia" (1751 - 1772). Aquesta obra, en la que hi col·laboraren nombrosos autors i reconeguts filòsofs, fou concebuda com un compendi de tot el coneixement i a la vegada com una arma polèmica, ja que representava les posicions de la Il·lustració i atacava als seus oponents.
En les pàgines de l'"Enciclopedia" s'observa un esperit que coordina i unifica les parts, establint relacions entre els diferents termes, ordenats alfabèticament. Queda patent en aquesta la influència de la filosofia de Descartes, Locke i Newton.
Ell mateix ha escrit milers d'articles de la seva enciclopèdia que aquest assaig sobre el Bell, que és un dels enciclopedistes més notable la filosofia de les contribucions artístiques. Publicat a 1752 en el segon tom de l'Enciclopèdia, el filòsof de la Il·lustració tracta de resoldre l'enigma d'aquí la bellesa i el sublim. En la seva preocupació per l'universalisme, que no es refereix només a la bellesa artística i l'experiència estètica, sinó que tracta d'un concepte més general de la bellesa que s'ocupa de la història de l'experiència humana.

## Parts

### Plantejaments
Les coses que més es parlen entre homes són ordinàriament aquelles que menys es coneixen, com la naturalesa de la bellesa. Cercant l'origen es creen diferents dubtes, ja que la bellesa s'admira en la natura, s'exigeix en art, es recolza o refusa en tot moment però, no obstant això, si es pregunta als homes de gust quin és l'origen precís contesten formulant noves preguntes: "és absoluta o relativa? Existeix quelcom bell que sigui etern, immutable, regla i model de bellesa subalterna? O per contraposició succeeix el mateix que en les modes?" es veu de seguida com els sentiments difereixen i uns confessen ignorància, d'altres escepticisme, sense saber què contestar.
Com és possible saber que existeix la bellesa però sense saber que és, tot i estar vivint-la? El gust és aquesta capacitat de sentir que correspon a crítica o judici segons els mateixos coneixements. Per trobar solucions a les preguntes plantejades Diderot es basarà en un examen de les opinions de les autoritats en la matèria, la següent categoria exposa exemples d'alguns autors.

### Teories d'altres autors
Denis Diderot refusa totes les teories anteriors per així aprendre diferents aspectes de cadascú i fer la seva pròpia:

#### Plató
Plató, filòsof. Va escriure dos diàlegs sobre la bellesa: "Hípies major" (pertany al conjunt de "Primers diàlegs") i "Fedro"(pertany al conjunt de "Diàlegs mitjans posteriors").
Hípies major, tracta de confondre la vanitat d'un sofista, al llarg del diàleg l'aprenent intenta definir la bellesa en tres ocasions: la bellesa és una dona bella, la bellesa és or i la bellesa és el respecte; a aquestes tres preguntes s'oposen tres respostes: la bellesa és el que és apropiat, la bellesa és l'útil i la bellesa és el plaer de sentir. Però acaben formulant-se de nou en preguntes que no acaben de definir la bellesa com a tal, acaba més per mostrar el que la bellesa no és, que el que és.
Fedre, tracta de suavitzar la lectura no com "Hípies major" sinó que fos com passar una bona estona amb un amic. És un judici sumari sobre la filosofia platònica, en comptes de donar una definició de bellesa es basa a explicar-nos les escenes que crea la bellesa com l'amor i el fet d'enamorar-se. Acaba per parlar menys de la bellesa i més de l'amor natural que es té per aquesta.
| «       | El bell és difícil | » |
| — Plató |                    |   |

#### Sant Agustí
Sant Agustí, sant, pare i doctor de l'església catòlica. Va escriure un llibre sobre la bellesa però es va perdre i només ens queden algunes idees disperses als seus escrits: "Confessions IV" (pertany a una sèrie de 13 llibres).
"Confessions IV", manifesta que la bellesa física és símbol de la bellesa divina, i va exaltar la bellesa moral sobre la sensible. Enfront de l'estètica subjectiva de Plotí va proposar una bellesa racional, material. Agustí se sentia contínuament atret per les formes de les coses que li envoltaven, veia al món una bellesa contínua en les formes, que era desitjable, atraient i que, després de la seva conversió, tindria una funció significativa. Feia una teologia estètica, reflectint en tots els seus llibres el seu concepte de bellesa, dins d'una estètica semàntica: la forma té un significat, els objectes naturals es converteixen en signes per a la nostra percepció. Per a Agustí la bellesa és «unitat», coherència de les parts entre si, harmonia del conjunt.
Originant els seus pensaments des de la naturalesa de la bellesa, sosté que un objecte dona plaer quan és bell i parla sobre aquesta bellesa. Segons ell, la bellesa ha de tenir unitat, aquesta unitat és la que construeix la forma i l'essència de la bellesa.
La tesi agustiniana es tracta de reduir tota la bellesa a la unitat o a la relació exacta de les parts d'un tot entre elles, cosa que construeix més aviat l'essència de la perfecció que de la bellesa.
| «             | ¿Què ens atrau i ens uneix a les coses que estimem? Si no hi hagués un encant, un prestigi, no exerciria sobre nosaltres aquest atractiu | » |
| — Sant Agustí | |   |

#### Wolff
Christian Wolff, jurista, matemàtic i filòsof. Va escriure el llibre: "Psychologia".
Aquesta obra expressa la diferència entre el que ens produeix plaer, la bellesa; i el que ens provoca desplaer: el que és lleig.
Afegeix que la bellesa consisteix en la perfecció, de manera que, per imperi d'aquesta perfecció, quelcom que es revesteixi d'ella ens produirà pròpiament plaer.
Distingeix dues classes de bellesa doncs: la vertadera (neix d'una perfecció real); i l'aparent (nascuda d'una perfecció aparent). Juntament amb Agustí, diuen que el que és bell és perfecte, amb la qual cosa es disposen a buscar la definició de perfecció: exposen que la bellesa d'un objecte estarà determinada per si provoca o no plaer, ja que hi ha objectes que són desitjables o que susciten desig, mentre que en d'altres la seva mera contemplació provoca plaer.

No parteixen de la naturalesa de la bellesa, sinó únicament de l'efecte que s'experimenta en la seva presència. Sostenia, a diferència de Diderot, Plató i Sant Agustí que cercaven desentranyar l'ésser de la bellesa anant més enllà de la seva simple objectivitat, que el plaer produït per un objecte depèn de la perfecció d'aquest mateix. 
| «                 | La bellesa consisteix en la perfecció | » |
| — Christian Wolff |                                       |   |

#### Crousaz
Jean-Pierre de Crousaz, filòsof i teòleg. Va escriure un tractat sobre la bellesa: Traité du beau.
El Traité du beau conclou que objectivament es tracta de la varietat temperada per la unitat, la regularitat, l'ordre i la proporció; definits com els cinc caràcters de la bellesa. Dit d'una altra manera, la clau, breument formulada, serà, en el seu intent de sistema, la diversitat reduïda a la unitat que al llarg d'aquest procés es desenvoluparan i implicaran alhora la regularitat, l'ordre i la proporció. Aquests elements agraden necessàriament a la nostra naturalesa humana (l'esperit subjectivament sent plaer per ells) i a més mereixen ser, objectivament, apreciats amb valor com a tals. En realitat, vol convertir l'existència d'aquests caràcters en el nexe definitiu entre el sentiment de plaer i la idea d'aprovació, perquè en el fons el que està restablint són els criteris del bell propis del classicisme. Ubica la bellesa ni en el que és agradable ni en el sentiment, sinó en el que aprova; perquè la bellesa no és pròpiament natural sinó de l'efecte que s'experimenta amb la seva presència.

Quan va intentar definir el concepte de la bellesa, no va captar que com més multiplicava els caràcters d'aquesta més els particularitzava. Volia tractar el concepte de bellesa en general però se'n va anar a les nocions particulars. Tot i així, va ajudar a fer que Baumgarten influenciat per Leibniz i el mateix Christian Wolff va concebre l'estètica per primera vegada. I això va ser possible per un altre invent coetani: el descobriment d'una facultat humana diferent del coneixement intel·lectual. Aquesta facultat psíquica autònoma, fins llavors no discriminada, és el sentiment.
| «                        | Això és bell, és igual que dir, noto alguna cosa que aprovo o que em produeix plaer | » |
| — Jean-Pierre de Crousaz |                                                                                     |   |

#### Hutcheson[10]
Francis Hutcheson, economista i filòsof. Va escriure diversos llibres dels quals destacarem: An inquiry into the original of our ideas of beauty and virtue (fet en dos tractats).
"An inquiry into the original of our ideas of beauty and virtue", l'autor exposa que no és necessari preguntar-se què és la bellesa, que n'hi ha suficient en saber on i com es troba. La bellesa la detectem pel "sentit intern de la bellesa", un instint que actuaria com un sisè sentit. Per justificar la realitat d'aquest sisè sentit Hutcheson exposa una sèrie de factors: 
1. Per naturalesa intentem cercar el que ens plau i rebutgem el que ens desplau.
2. No hi ha cap objecte que pugui afectar la nostra ànima sense causar plaer o desplaer. Aquest fet provoca una percepció sensible, en la que s'originen els sentits.
3. Els sentits interns són determinacions nervioses amb les quals s'experimenta plaer o no quan considero certes formes o idees. Amb això procedeix a definir que el "sentit intern de la bellesa" és una facultat que discerneix el que és bell de la regularitat, l'ordre i l'harmonia.
4. És habitual que en els homes hi hagi un sentit natural i propi per a un determinat objecte, i que es posin d'acord per trobar la bellesa en la figura.
5. Els sentits interns de la bondat i la bellesa no es presenten en el nostre esperit ja des de l'inici, sinó que requereixen una reflexió de la ment, provinent de la instrucció i l'educació.
6. La sensació és una percepció produïda en la nostra ànima per la presència d'un objecte exterior i per la impressió que provoca en els nostres òrgans. Quan dues percepcions difereixen s'anomenen sentits diferents. Un exemple en serien la vista i l'oïda.
7. Els partidaris del sentit intern entenen per bellesa la idea que certs objectes alteren la nostra ànima, i els partidaris del sentit intern de la bellesa entenen que és la facultat que tenim per rebre aquesta idea.
Hutcheson explica que el sentit intern de la bellesa és també el plaer que es troba més enllà de les percepcions sensibles i conegudes, en aquella facultat que actua sobre nosaltres sense que sapiguem per què.
8. El sentit intern ens fa experimentar un plaer, que és diferent del coneixement dels principis. Aquest coneixement dels principis pot augmentar o disminuir el plaer.
9. Tenim un sentit per experimentar la bellesa en un objecte, un plaer individual que no depèn de la seva utilitat.
10. En els objectes es tendeix a buscar una utilitat, però pel que fa al fet que sigui bell o no la seva utilitat no té rellevància.
Secció arrelada a Hutcheson: Els seus partidaris
Hutcheson i els seus partidaris es van esforçar per demostrar l'existència d'aquest sisè sentit que anomenen sentit intern de la bellesa. Exposen que aquest causa un plaer independent al coneixement de les relacions i de les percepcions, on no entra la visió de la utilitat. Distingeixen aquest sentit en bellesa absoluta i bellesa relativa, segons la implicació que tingui l'objecte en la nostra ànima: La bellesa absoluta és perceptible en les obres de la naturalesa, en les figures, els sons i les superfícies; mentre que la relativa s'inscriu dins les imitacions i les imatges d'altres objectes. És aquest sisè sentit, el del sentit intern de la bellesa, que ens permet determinar quan un objecte és bell. La bellesa relativa és la còpia d'un objecte original, el qual no té per què ser bell. L'origen d'aquesta bellesa relativa s'origina en la tendència humana de comparar, de buscar relacions entre els objectes i les idees.
Cal destacar que també fa referència al fet que en la naturalesa, la uniformitat es troba en la varietat (en els astres, animals...) i, per tant, en la bellesa. Les figures més belles són les més uniformes. No obstant això, aquest principi no és sempre aplicable, ja que hi ha una excepció, que són les veritats abstractes i universals, on no hi ha uniformitat en la varietat. En conclusió, Hutcheson es va proposar dos objectius: explicar l'objecte del plaer que s'experimenta en presència de quelcom bell, i investigar les qualitats que ha de tenir un ser per ocasionar en nosaltres aquest plaer individual, i que en conseqüència resulti bell.
En conclusió, un objecte és bell si és suau, ja que la quantitat de bellesa rebuda d'un objecte és per la quantitat de l'harmonia i les proporcions contingudes en l'objecte. Per Hutcheson, les formes geomètriques són belles per la seva harmonia i proporció. Hutcheson defineix la bellesa comparant-la amb el producte bell quant imita un objecte, una persona o una idea original. Aquesta categoria de Belles Arts es troba al bell Hutcheson diu que la bellesa es compara registrat pel nostre "sentit intern", perquè conté aspectes que imiten l'original bellesa. D'aquesta manera una obra d'art és bona si captura l'harmonia i les proporcions de l'objecte, persona o la idea original. 
| «                   | La quantitat de bellesa rebuda d'un objecte, depèn de la quantitat d'harmonia i les proporcions contingudes en l'objecte</poem> | » |
| — Francis Hutcheson | |   |

#### Pare André
Yves-Marie André, jesuïta i filòsof. Va escriure l'assaig: "Essai sur le beau" (va ser una obra molt reeditada).
"Essai sur le beau", l'autor distingeix tres tipologies de bellesa: la "essencial", que descriu com una bellesa autònoma, independent de qualsevol institució humana o divina (per exemple: regularitat, ordre, proporció i simetria); la "natural", també objectiva però basada en les consideracions humanes (per exemple: la llum que engendra els colors); i la "d'intuïció humana" o "arbitrària" que és subjectiva o relativa (per exemple: la moda i la convenció però no pot violar la bellesa essencial). Cada una de les tres se subdividirà en bell "sensible" (dels cossos) i bell "intel·ligible" (de l'ànima), també la bellesa "arbitrària" se subdivideix en bellesa de geni (originat pel coneixement de la bellesa essencial), bellesa de gust (coneixement de les obres de la naturalesa i dels grans mestres) i bellesa de pur caprici (com que no està fonamentada sobre res, s'ha de rebutjar). Defensa un ordre superior on pot trobar-se una bellesa objectiva, amb les qualitats essencials d'aquesta com són l'ordre, la regularitat i la simetria. Exposa també que la bellesa està formada pel decòrum i la mesura, seguint el model clàssic, ja que afirma que un excés de bellesa produeix rebuig.

En les produccions artístiques hi ha la bellesa essencial, consistent en l'ordre; la bellesa de creació humana, que consisteix en l'aplicació lliure i dependent per part de l'artista de les lleis de l'ordre; i la bellesa de sistema, que neix de les observacions, això no obstant, parla de la bellesa en els objectes evidents i en la bellesa moral, però no es qüestiona què és la bellesa en si.
| «                  | L'excés de bellesa pot conduir a la lletjor. | » |
| — Yves-Marie André |                                              |   |

### Crítica de les teories anteriors
-Plató: més que ensenyar la veritat als seus deixebles, es dedica a desenganyar als conciutadans respecte als sofistes i les seves idees. Defineix millor el que no és bellesa, que el que ho és.
-Sant Agustí: redueix tota bellesa a unitat o a la relació entre les parts d'un tot. Defineix millor l'aspecte de perfecció que el de bellesa
-Wolff: confon bellesa que dona plaer amb perfecció. Hi ha bellesa que no proporciona plaer i coses que proporcionen plaer que no són belles.
-Crousaz: defineix la bellesa sense captar que quant més multiplicava els caràcters d'aquesta, més els particularitzava. Va empitjorar, en general, perquè es basa en una noció particular.
-Hutcherson: intentà os objectius: explicar l'origen del plaer per la bellesa i investigar les qualitats que quelcom ha de tenir per produir plaer individual i semblar-nos bell. El sentit que crea no és real, el defecte més gran és plantejar-ho cap a la virtut, com també desmentir el concepte de bellesa absoluta.
-Pare André: existeix una manca de desenvolupament sobre l'origen de les nocions que hi ha entre nosaltres (relació, ordre i simetria) com també no aclareix si les creu adquirides o innates. Tot i així, és a l'únic que Diderot defensa dient que és l'únic que mereix ser llegit.

### Teoria de Diderot[16]
Diderot basa la seva teoria en el concepte de les relacions: nega l'existència d'una bellesa absoluta i defensa que el bell és capaç de despertar la idea de relació en mi. Defensa que la capacitat de relació prové d'un coneixement previ, no és innata; un coneixement dels objectes i dels conceptes que ens permet relacionar la bellesa amb les coses bones que, en conseqüència, provoquen plaer. Per tant, tot el que és bell despertarà la idea de bellesa en mi. Amb aquesta idea de les relacions parla també del concepte de l'ordre, del quan nega la seva existència innata, exposant que és una idea factícia, és a dir, que s'origina quan creem relació en els objectes artificials i aquests ens proporcionen plaer. Exposa tot seguit que aquest plaer neix dels nostres sentits, de les nostres necessitats; i passà posteriorment al nostre enteniment.
Anant més concretament cap a la idea de bellesa, exposa que els objectes bells depenen de les lleis que constitueix la bellesa. Per tant, la bellesa no es confon amb les coses belles, són dos conceptes diferents. Exposa que la bellesa és allò que té la capacitat de provocar en el meu enteniment la idea de relació; i per bell tot allò que desperta aquesta idea, exceptuant qualitats com el gust o l'olfacte.
Diderot, nega l'existència d'una bellesa absoluta, no obstant, distingeix dues tipologies de bellesa amb relació a nosaltres: 
-La bellesa real (que crea relacions en el concepte de bellesa). Entre els objectes d'un mateix gènere, uns desperten major sentiment de plaer que d'altres. Distingeix aleshores dos subgrups: la bellesa relativa (que no és bella en si, sinó que imita objectes bells) i la bellesa intel·lectual (és fictícia, està arrelada al concepte d'imaginació).
-La bellesa percebuda (la que percebem nosaltres en els objectes. Discriminem si un objecte és bell o no a partir de les relacions que nosaltres establim amb un coneixement previ).

En conclusió, Diderot estableix que l'home ha de donar el concepte de bellesa real a tot allò que tingui la capacitat de despertar la idea de relació, i la de bellesa relativa a tot allò que desperta relacions adequades en les coses amb les quals preciso comparar-les. Per tant, cap ésser percep la bellesa de la mateixa manera que un altre, tothom té el seu propi concepte de bellesa a partir de les relacions que un estableix en els objectes. Acaba dient que la bellesa no és sempre obra d'una causa intel·ligent, ja que la majoria de relacions que una persona estableix són relacions fortuïtes, que requereixen un coneixement mínim de l'entorn que ens envolta. 
| «               | La indiferència fa savis i la insensibilitat monstres | » |
| — Denis Diderot |                                                       |   |